# Contea di Shuangpai
La contea di Shuangpai (双牌县S, Shuāngpái XiànP) è una contea della Cina, situata nella provincia di Hunan e amministrata dalla prefettura di Yongzhou.